# Andreas Wels
Andreas Wels, född den 1 januari 1975 i Schönebeck, är en tysk simhoppare.
Han tog OS-silver i synkroniserade svikthopp i samband med de olympiska simhoppstävlingarna 2004 i Aten.